# Giovanni Cobolli Gigli
Giovanni Cobolli Gigli (* 4. Januar 1945 in Albese con Cassano, Italien) ist ein Manager und ehemaliger Präsident des Fußballclubs Juventus Turin.
Nach einem Studium an der Wirtschaftsuniversität Luigi Bocconi arbeitete Cobolli Gigli zunächst in der Pharmaindustrie, bevor er 1973 zu der Turiner Firma IFI S. p. A. wechselte. Nach verschiedenen Managementposten in diversen namhaften Unternehmen wurde Gigli in der turbulenten Zeit des Fußball-Skandals in Italien 2005/06 zum Präsidenten des Fußballclubs Juventus Turin gewählt.
| Personendaten    | Personendaten                   |
| ---------------- | ------------------------------- |
| NAME             | Cobolli Gigli, Giovanni         |
| KURZBESCHREIBUNG | italienischer Fußballfunktionär |
| GEBURTSDATUM     | 4. Januar 1945                  |
| GEBURTSORT       | Albese con Cassano              |